# George Campbell (futbolista)
George Campbell (Chester, 22 de junio de 2001) es un futbolista estadounidense que juega en la demarcación de defensa para el West Bromwich Albion F. C. de la EFL Championship.

## Selección nacional
Hizo su debut con la selección absoluta de Estados Unidos el 18 de enero de 2025 contra Venezuela en un partido amistoso que finalizó con un resultado de 3-1 a favor del combinado estadounidense tras un gol de Jorge Yriarte para Venezuela, y de Jack McGlynn, Patrick Agyemang y Matko Miljevic para Estados Unidos.

## Clubes
| Club                       | País           | Año       | Partidos | Goles |
| -------------------------- | -------------- | --------- | -------- | ----- |
| Atlanta United 2           | Estados Unidos | 2018-2022 | 24       | 9     |
| Atlanta United             | Estados Unidos | 2020-2022 | 38       | 1     |
| CF Montréal                | Canadá         | 2023-2025 | 77       | 1     |
| West Bromwich Albion F. C. | Inglaterra     | 2025-     |          |       |